# Pusillathetis fiorii
Pusillathetis fiorii là một loài bướm đêm trong họ Noctuidae.